# Gnaphosa tenebrosa
Gnaphosa tenebrosa är en spindelart som beskrevs av Fox 1938. Gnaphosa tenebrosa ingår i släktet Gnaphosa och familjen plattbuksspindlar. Inga underarter finns listade i Catalogue of Life.